# Ermita de Nuestra Señora de la Soledad (Parla)
La ermita de Nuestra Señora de la Soledad de Parla, su construcción es de comienzos del siglo XVI aunque data que se reconstruyó desde cero en el siglo XVII por el arquitecto Bartolomé Hurtado. Rinde culto a la actual patrona del municipio Parleño desde el año 1777.

## Historia
En el siglo XVI se construyeron en Parla cuatro ermitas, pues era una época que el municipio creció en materia religiosa, en la actualidad solo queda la ermita de Nuestra Señora de la Soledad, consta que antiguamente en el siglo XVII la ermita estaba muy deteriorada, por lo que se le encargo a Bartolomé Hurtado que la rehabilitara, que la rehízo desde cero totalmente nueva. Su diseño tiene trazas sencillas e integra una torre con campanario de sección cuadrangular y tres cuerpos, la fachada esta enfoscada y pintada de blanco rematada con detalles grises que imitan el granito en determinadas zonas, le acompañan dos pinos en la entrada principal, y encima de la puerta se ubica el escudo del arquitecto Bartolomé Hurtado. La ermita se construyó en el antiguo camino para ir a Humanejos donde antiguamente se encontraba la Fuente Santa que se encuentra alojada en su interior, dicha fuente originó una leyenda muy antigua en el siglo XIV, que dio origen al nombre del municipio, posteriormente fue denominada como pozo de los milagros y hoy día como el pozo Calderillo que dota de agua a la capilla. Además Bartolomé Hurtado doto a la ermita de retablos realizados por el mismo y fue el que dio origen a la hermandad de la soledad. 

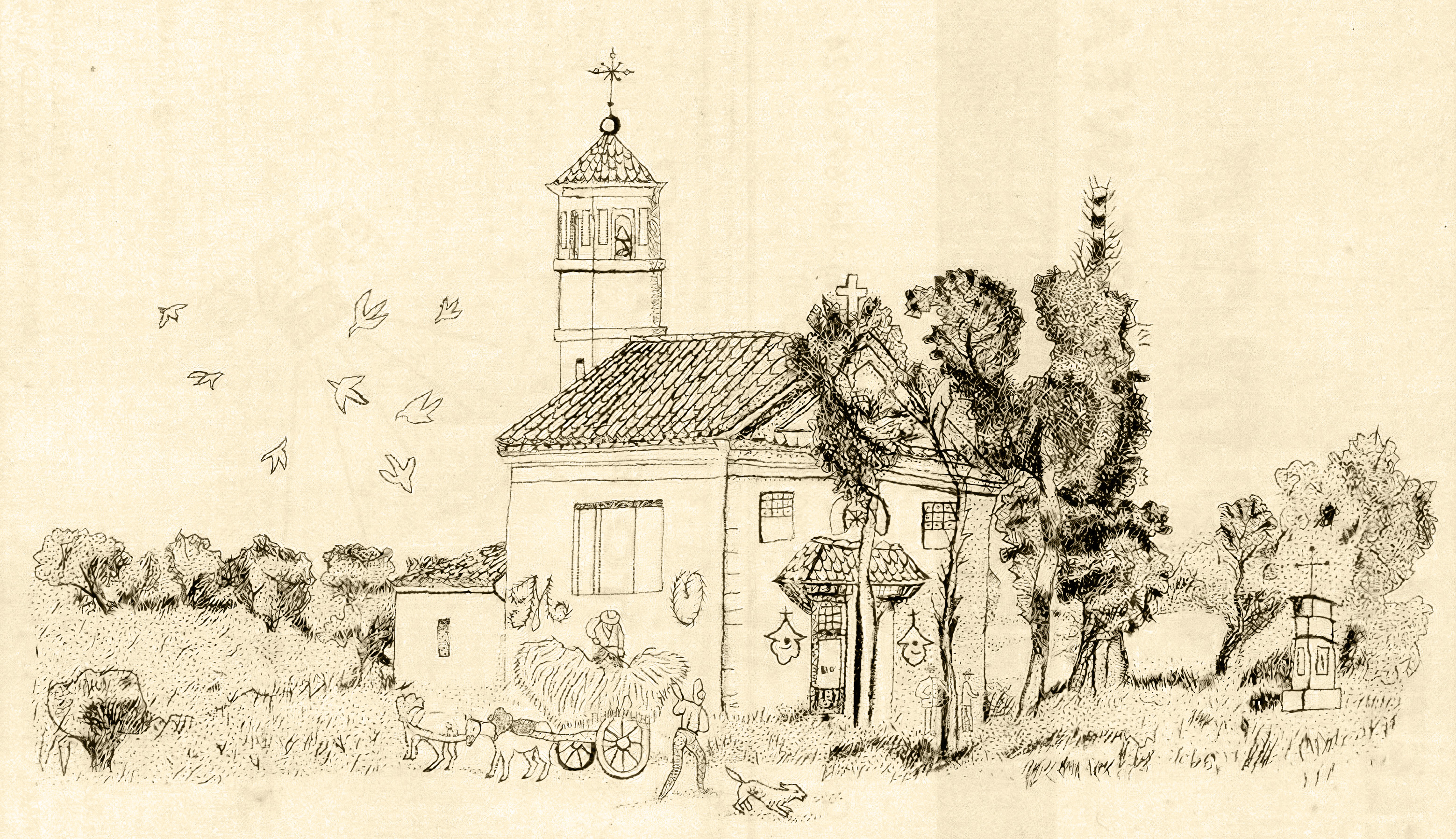
Sabana del altar de la Ermita de Nuestra Señora de la Soledad de Parla, realizada en 1820 donde se representa un dibujo de la ermita, con la imagen que tenía en aquella época, se aprecia entres sus detalles unas ventanas que en la actualidad no existen, debido a unas reformas a comienzos del, también se puede apreciar el desaparecido humilladero frente a esta.

Anteriormente en las cercanías de la ermita existía un humilladero que tenía su mismo nombre y que en el año 1591 se consagró por el obispo Don Diego de la Calzada. El 28 de septiembre de 1670 se bendice la ermita, día que se celebra las primeras fiestas de la soledad en su interior. La hermandad de Nuestra Señora de la Soledad, es la principal responsable de la conservación de la ermita, según redactó Bartolomé Hurtado en su testamento comprometiendo a esta a cuidar y mantener la ermita con sus escudos, conservar las fiestas de septiembre, decir una misa por su alma y sus familiares directos, además de mantener su casa de recreo cuando falleciera su hijo Agustín al que dejaría en herencia dicha casa con la condición de no venderla, y pasara a manos de la hermandad con las mismas condiciones, (pero con los años los gastos eran muy elevados y la hermandad vendió la casa). También detalla en el documento la existencia de una lámpara de plata un objeto de importancia que se coloca en la ermita durante las fiestas y que se labro con el dinero donado por el mismo, por Doña Isabel Hurtado y por Doña Ana Fernández Hurtado, (la lámpara se perdió durante la guerra de la independencia por 1809).
En 1777 se reorganiza la hermandad nuevamente es aprobada por el Arzobispo de Toledo, ese mismo año la virgen de la soledad pasa a ser la nueva patrona de Parla, con los años se fue añadiendo pequeños detalles a la ermita, en 1849 se decoraría los laterales del camino de Humanejos alrededor de la Ermita, con nuevo arbolado además de grandes piedras y bancos de forja para el descanso de los caminantes que iban a disfrutar de la Ermita, también se añadiría un vía crucis con cruces de hierro clavadas en grandes piedras, y una representación del calvario la cual consistía en una gran infraestructura que contaba con un montículo con tres enormes montículos y tres cruces de hierro clavadas a lo alto, formando un conjunto arquitectónico con el vía crucis, con un recorrido que llegaban desde la ermita hasta la iglesia, cuando se celebraba el recorrido del vía crucis, a cada cruz se le colgaba un cuadro con las diferentes representaciones del calvario, después durante todo el año estos cuadros se guardaban en la ermita, que formaban parte de su decorado interior. En 1906 sufrió una pequeña restauración para una puesta al día de su mantenimiento, respetando todos sus elementos originales, únicamente se le añadió un pequeño porche de hierro en la entrada principal.
En 1962 a pocos metros de la ermita se sustituyó el antiguo monumento al calvario y el vía crucis que databan del siglos XIX, que se encontraban dañados debido a la guerra civil, el nuevo monumento consiste en una representación del calvario con tres cruces de piedra y figuras, acompañado a juego de un nuevo vía crucis, representadas con unas cruces de piedra que incorporan en el centro un círculo en relieve con la representación de las diferentes escenas del calvario, por lo que cada cruz es única, el conjunto monumental recorre anualmente las denominadas catorce estaciones, su recorrido en un principio estaban situadas a más distancia, unos años después se cambió la ubicación de las cruces que pasarían estar más juntas unas de otras, cambiando también el sentido del recorrido, actualmente empieza con la primera cruz cerca de la entrada a la ermita, a pocos pasos le continua otra cruz, así un total de onde cruces hasta llegar al monumento del calvario que forma parte de la vía crucis, representando el monumento la duodécima estación, después le siguen otras dos más para terminar el recorrido de las catorce estaciones. 
En 1971 debido a la popularidad del Pozo calderillo situado en el interior de la ermita, para facilitar que las gentes bebieran agua, se creó una fuente consiste en un grifo de acceso al agua del pozo empotrada en la fachada rodeada por un gran arco. En 1979 se le hizo un recinto vallado para proteger la ermita, en 1985 se colocó en el frontal de su fallada un escudo con un corazón atravesado por siete espadas haciendo referencia a 1777 y la siguiente inscripción: "Por muy deprisa que vallas, salúdame con el ángel, diciendo ave María, y rezando Dios te salve". Este mismo año también se sustituyó la pila de la fuente por una más rústica de piedra blanca. En 1994 sufrió unas pequeñas obras dentro del recinto, añadiendo un nuevo vallado con medios muros y rejas para darle más altura, solo quedando del antiguo vallado las rejas de la entrada, también se aprovechó y se pusieron baldosas en el patio del recinto, además de sustituir la antigua fuente de la pila de piedra que se ubicaba en el lateral de la fachada de la ermita, por una nueva en ladrillo separada de esta a unos pequeños metros, por otro lado también en los años 90 limitando con la parte de atrás de la ermita se creó el parque de la ermita, años más tarde en los años 2000, los terrenos de olivares que se encontraban en el lateral de la ermita se convierte en un parque que lleva el nombre de la hermandad de Nuestra Señora de la Soledad.

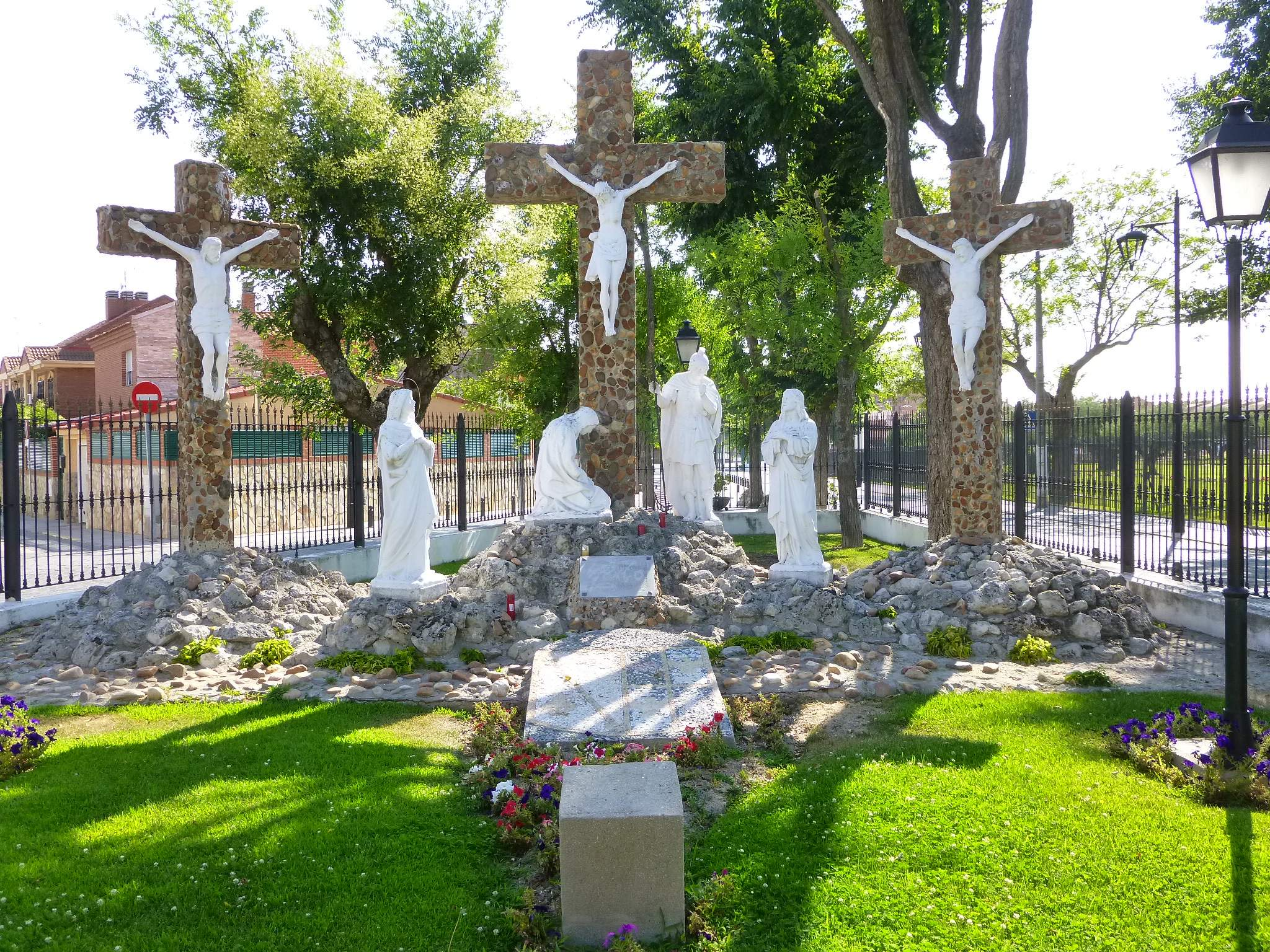
Monumento al calvario, representación de la crucifixión de Cristo.
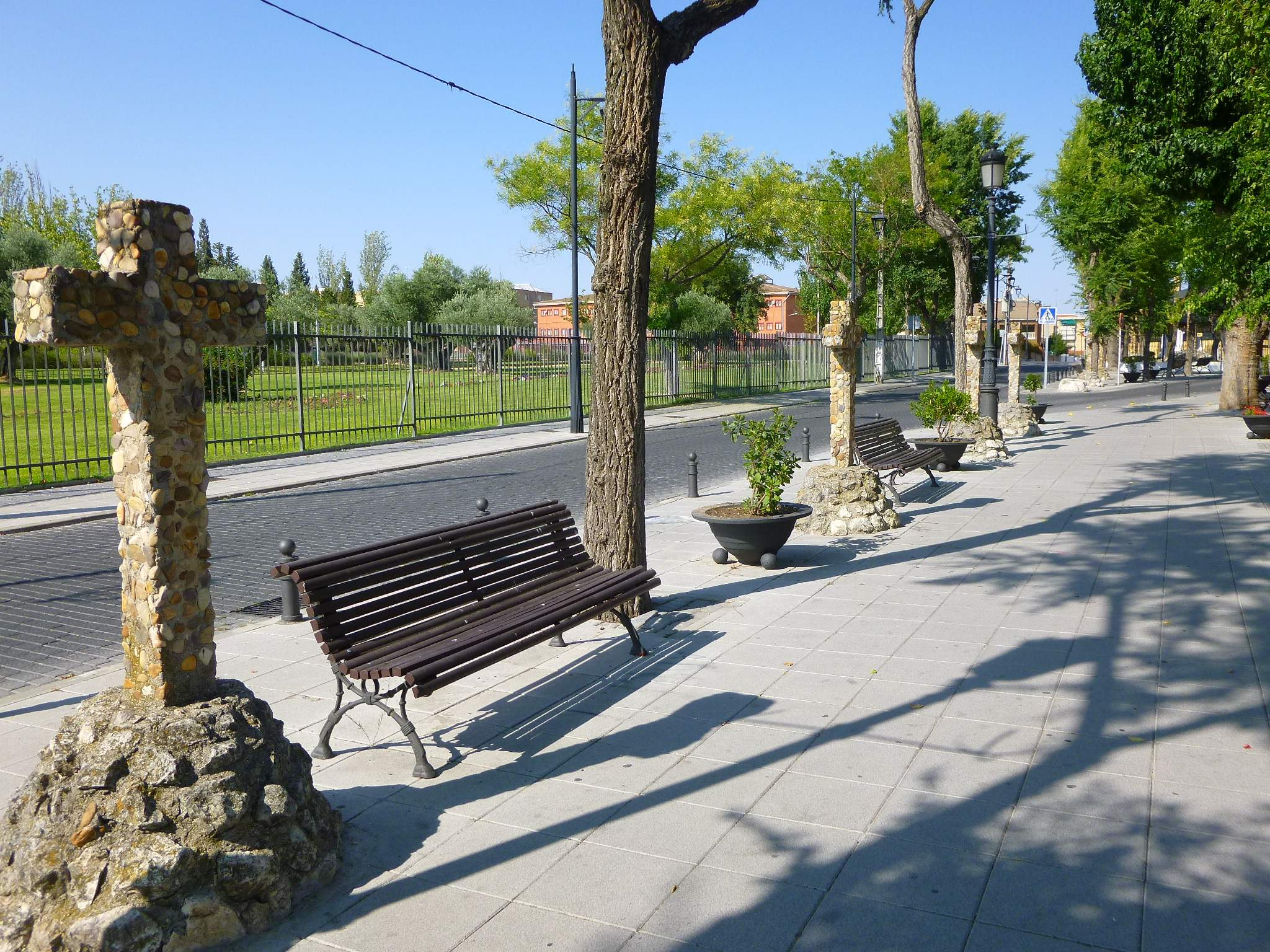
Vía crucis camino de cruces desde el monumento a la ermita.
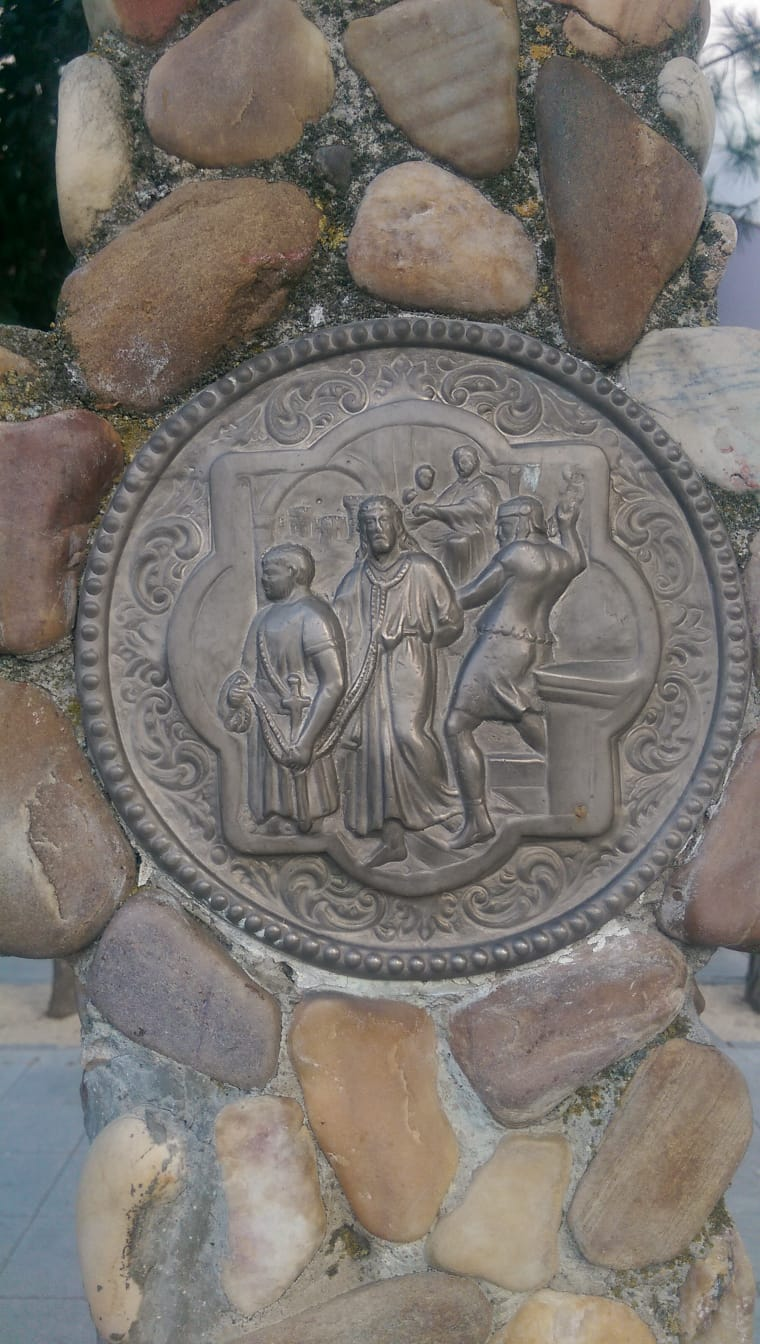
Cada cruz tiene un medallón circular en el centro, con diferentes escenas del calvario, haciendo única cada una de las trece cruces.
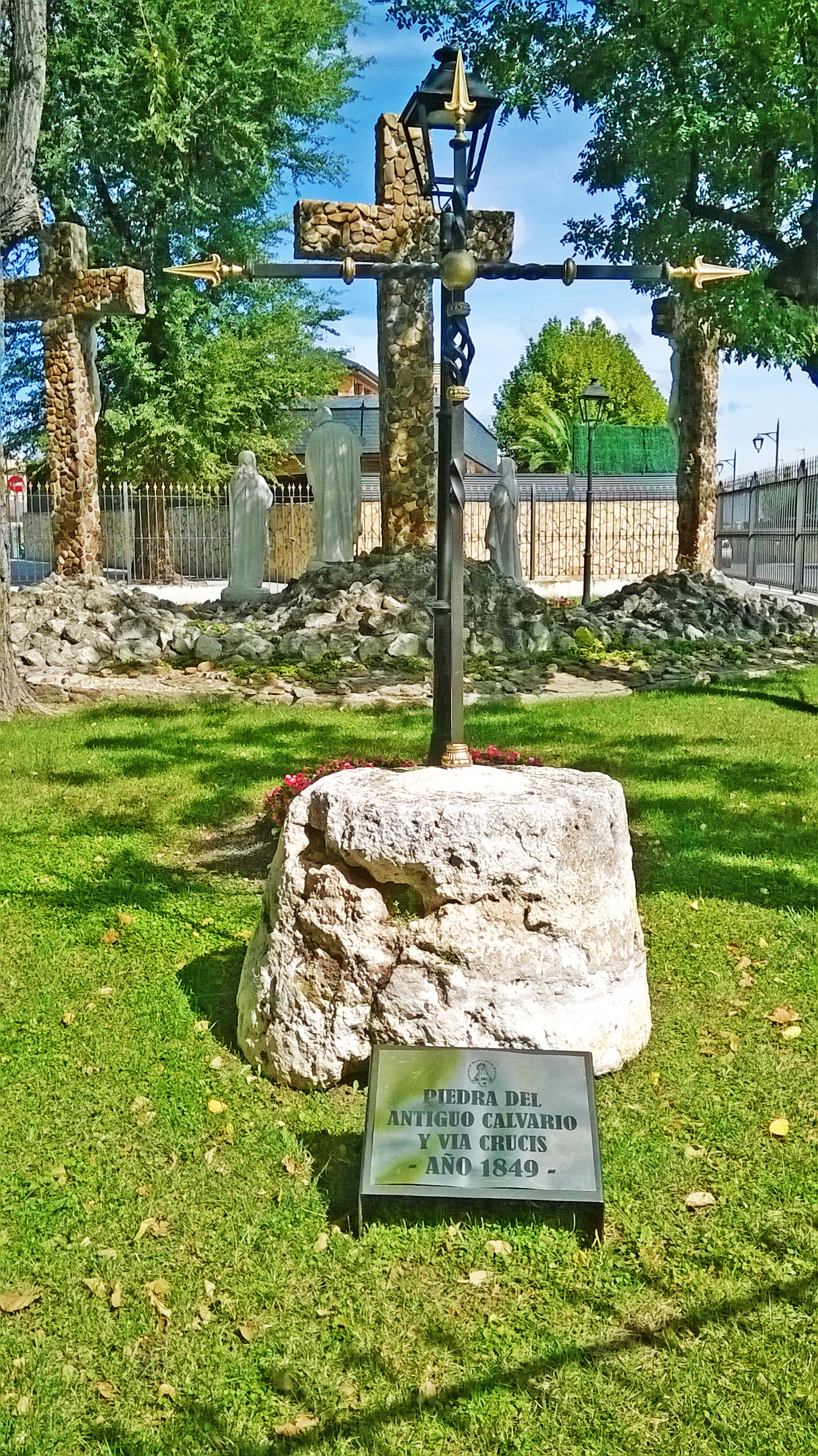
Única superviviente del antiguo calvario y vía crucis, del siglo XIX estaban representadas con grandes piedras con cruces de forja clavadas.
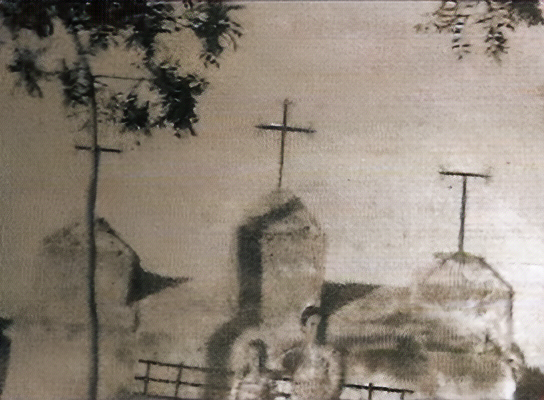
El antiguo calvario de 1849.